# شاهانه مجلومیان
شاهانه مجلومیان (ارمنی: Շահանե Մեժլումյան؛  زادهٔ ۷ اکتبر ۱۹۷۹) روزنامه‌نگار، مجری تلویزیونی اهل ارمنستان است. وی از سال میلادی تاکنون مشغول فعالیت بوده است.

## زندگی‌نامه
وی در ۷ اکتبر ۱۹۷۹ در گوریس به دنیا آمد و از دانشکده روزنامه‌نگاری دانشگاه دولتی ایروان فارغ‌التحصیل گشت. 

## یادداشت
1. ↑  Արթուր Շեգունց
2. ↑  Լիլի, Նենսի, Լյուսի